# Fiskefartyg

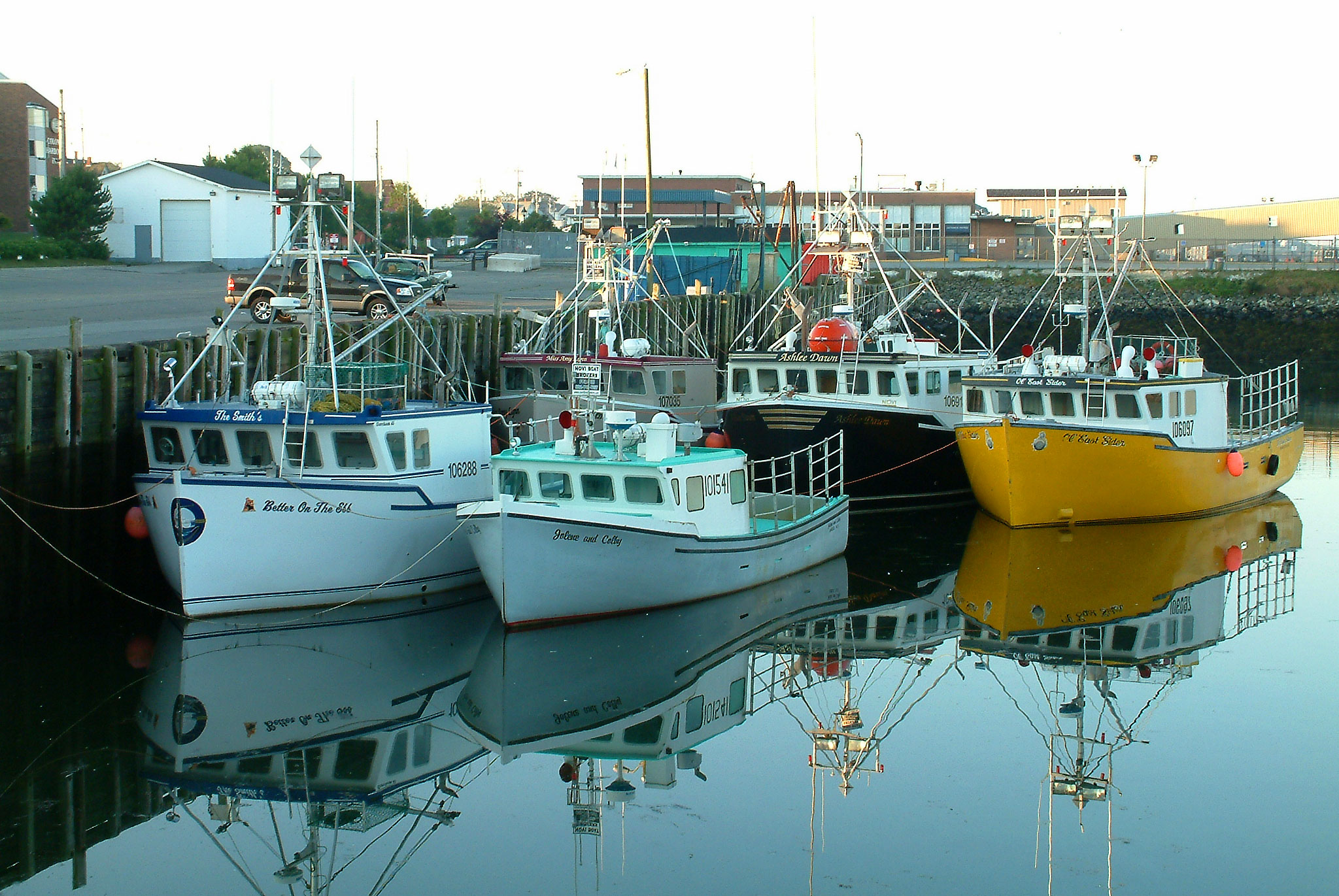
Hummer-fiskefartyg i Yarmouth i Nova Scotia

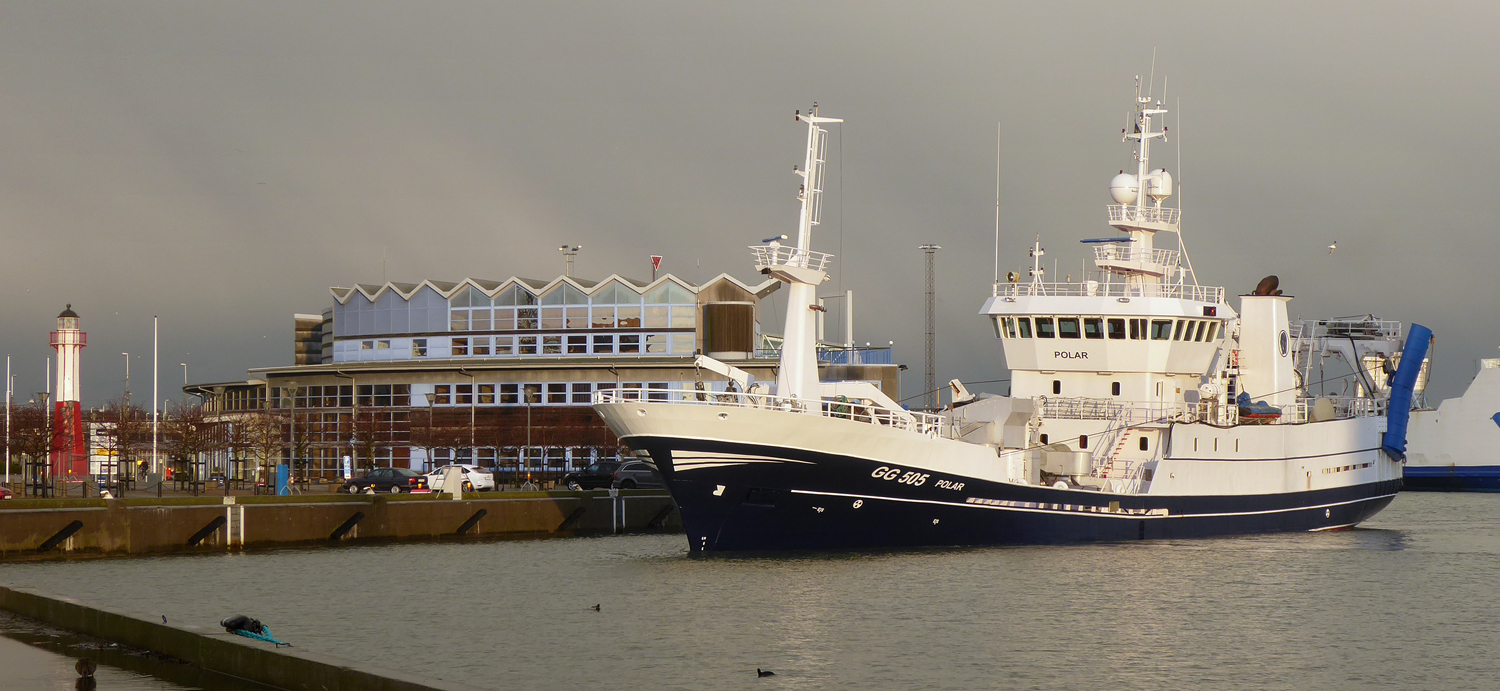
Ett av Sveriges största fiskefartyg, GG 505 Polar

Ett fiskefartyg eller en fiskebåt är ett fartyg avsett för fiske.
Fiskefartyg behandlas skilt från handelsfartyg i många sammanhang, såsom vad gäller besättningens behörigheter, navigationsljus och signalfigurer, väjningsplikt och kanaler för marin VHF. 

## Olika fiskefartyg
För olika typer av fiske används olika typer av fiskefartyg. Fartyget bör vara lämpligt för arbetet med fisket och tillräckligt sjövärdigt för de vatten där fisket skall bedrivas. Dessutom varierar behoven av utrymmen för besättningen, för utrustning och för fångsten. Om fångsten inte genast kan föras i land behövs kylda lastrum. På större fiskefartyg för havsfiske kan utrymmen också finnas för behandling av fångsten.

## Finländska klassificeringar och behörigheter
Behörighetskraven på fiskefartyg skiljer sig från dem på handelsfartyg. På finländska fiskefartyg krävs att befälhavaren, beroende på fångstområde och fartyg, har förarbrev A eller B för fiskefartyg eller skepparbrev A eller B för fiskefartyg, styrmannen på fiskefartyg av klass III skepparbrev B för fiskefartyg. Förarbrev och skepparbrev för inrikes fart, kompletterat med utbildning i fiskefartygs säkerhet, ger också behörighet att fungera som befälhavare, motsvarande förarbreven för fiskefartyg.
Liksom för övriga fartyg måste kommersiella fiskefarkosters bemanning fastställas av Trafiksäkerhetsverket. Fiskebåtar på under 10 meter är undantagna från bemanningsbestämmelserna, i fartområde I, det vill säga skyddade inre farvatten, båtar under 12 meter. Övriga fiskefarkoster delas in i klass I, under 15 meter, klass II, under 24 meter och klass III minst 24 meter. Utländska fiskefartyg berörs bara då de tillhör klass III. Alla som arbetar på fiskefarkoster som berörs av bemanningsbestämmelserna måste ha genomgått säkerhetsutbildning.
Fångstområdet inverkar på behörighetskraven. Fångstområde I är de inre farvattnen, det vill säga området innanför baslinjen för territorialvattengränsen (innanför de yttersta uddarna och öarna). Fångstområde II utgörs av det öppna havet på Norra Östersjön (norr om 59° N), Finska viken och Bottniska viken. Fångstområde III sammanfaller med fartområdet för Östersjötrafik, det vill säga Östersjön och Skagerrak fram till latitudlinjen mellan Skagen och Sverige.

## Registernummer
I de flesta länder är fisket reglerat och fartyg för professionellt fiske har därför i allmänhet registernummer tydligt synliga.

### Svenska distriktsbeteckningar

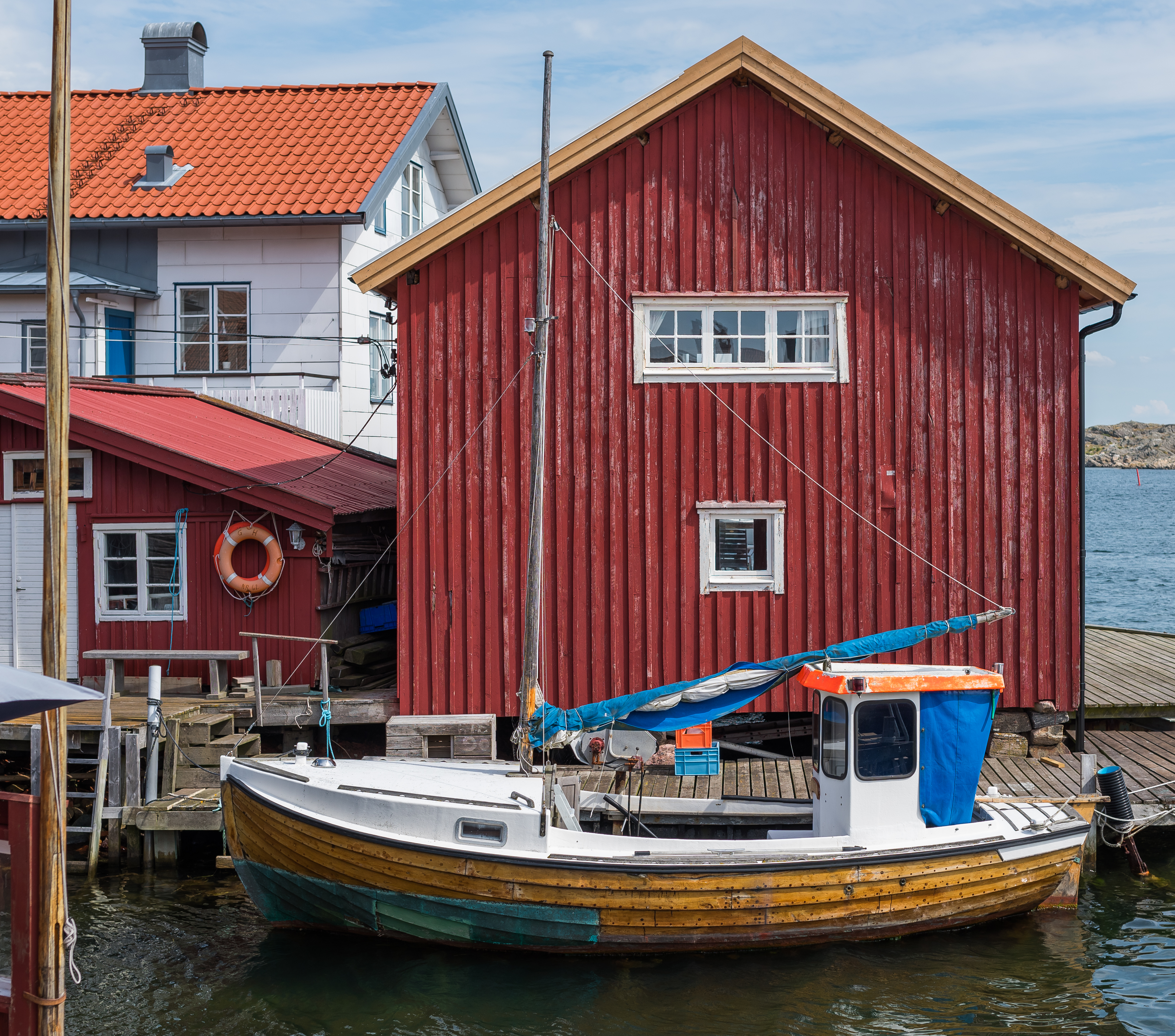
Fiskebåt på Gullholmen

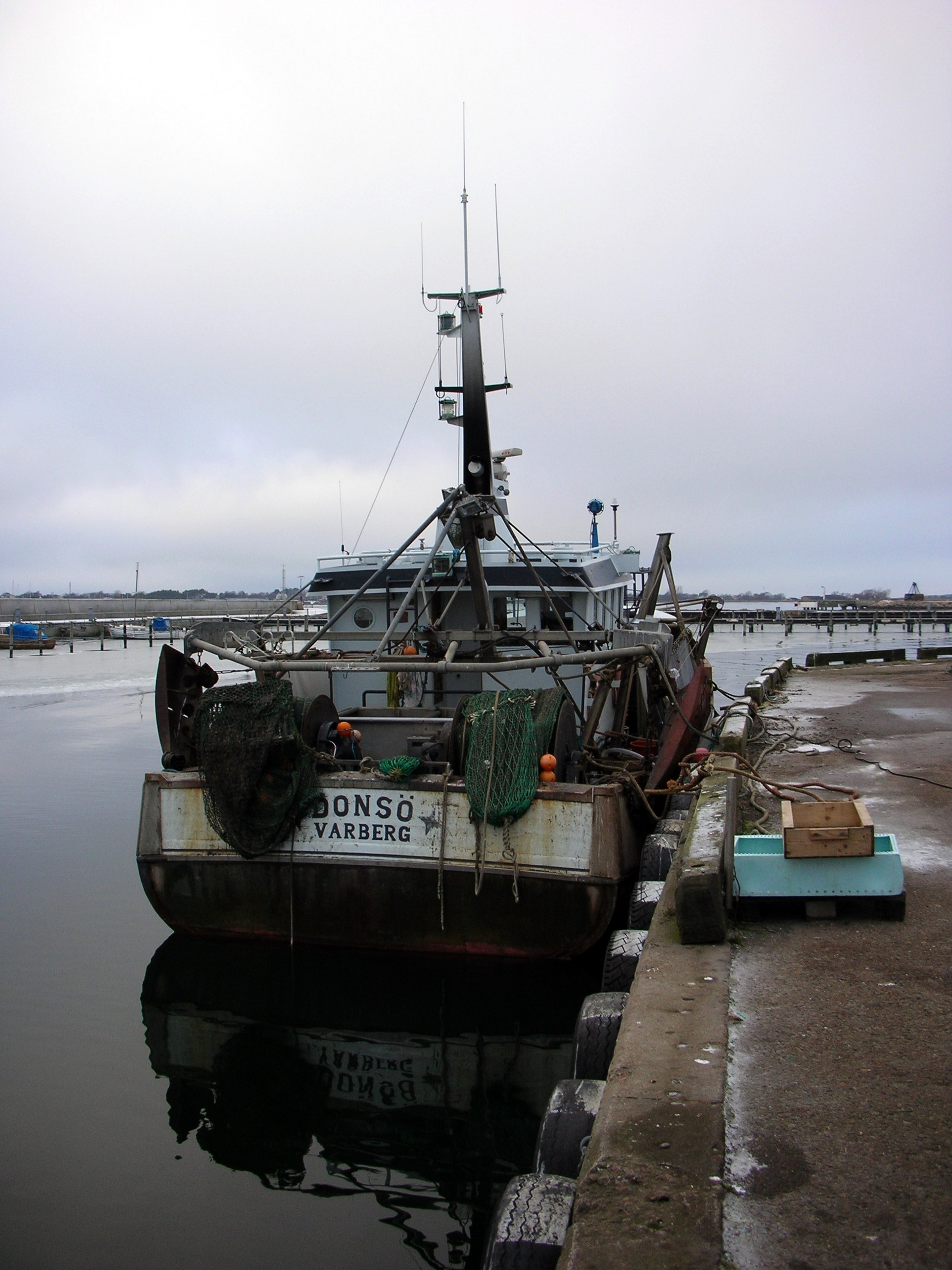
Fiskebåten Donsö vid kaj i Varberg

Svenska fartyg, som används yrkesmässigt för fiske, skall förses med så kallad distriktsbeteckning. Registerbeteckningen består av två eller tre bokstäver, beskrivande distriktet, följt av siffror. Tillsammans skall bokstäver och siffror vara unika för varje fiskefartyg. Distriktens omfattning och bokstavskombination anges i bilaga till Fartygsregisterförordningen (1975:927). Bokstavskombinationen är en "förkortning" av namnet på någon större ort inom distriktet. Fartygets hemmahamn kan vara på den ort som bokstavskombinationen åsyftar eller annan hamn inom distriktet.

- Falkenberg: FG
- Gävle: GE
- Göteborg: GG
- Halmstad: HD
- Haparanda: HA
- Helsingborg: HG
- Hudiksvall: HL
- Härnösand: HND
- Kalmar: KR
- Karlshamn: KN
- Karlskrona: KA
- Landskrona: LA
- Luleå: LÅ
- Lysekil: LL
- Malmö: MÖ
- Norrköping: NRG
- Nyköping: NG
- Oskarshamn: ON
- Piteå: PÅ
- Simrishamn SIN
- Stockholm: SM
- Strömstad: SD
- Sundsvall: SL
- Söderhamn: SN
- Sölvesborg: SG
- Trelleborg: TG
- Uddevalla: UA
- Umeå: UÅ
- Varberg: VG
- Visby: VY
- Västervik: VK
- Ystad: YD
- Åhus: ÅS
- Örnsköldsvik: ÖK